# Дреєр Тауншип (округ Вейн, Пенсільванія)
Дреєр Тауншип (англ. Dreher Township) — селище (англ. township) в США, в окрузі Вейн штату Пенсільванія. Населення — 1412 осіб (2010).

## Демографія
Згідно з переписом 2010 року, у селищі мешкало 1412 осіб у 542 домогосподарствах у складі 358 родин. Було 703 помешкання
Расовий склад населення:
| - 95,6 % — білих - 2,1 % — чорних або афроамериканців - 0,4 % — азіатів - 0,3 % — корінних американців - 0,1 % — вихідців з тихоокеанських островів |

До двох чи більше рас належало 1,0 %. Частка іспаномовних становила 4,9 % від усіх жителів.
За віковим діапазоном населення розподілялося таким чином: 20,0 % — особи молодші 18 років, 63,1 % — особи у віці 18—64 років, 16,9 % — особи у віці 65 років та старші. Медіана віку мешканця становила 45,6 року. На 100 осіб жіночої статі у селищі припадало 102,9 чоловіків;  на 100 жінок у віці від 18 років та старших — 111,2 чоловіків також старших 18 років.
Середній дохід на одне домашнє господарство  становив 52 940 доларів США (медіана — 42 222), а середній дохід на одну сім'ю — 59 613 долари (медіана — 47 986). Медіана доходів становила 39 375 доларів для чоловіків та 30 521 долар для жінок. За межею бідності перебувало 13,3 % осіб, у тому числі 19,3 % дітей у віці до 18 років та 5,2 % осіб у віці 65 років та старших.
Цивільне працевлаштоване населення становило 611 осіб. Основні галузі зайнятості: освіта, охорона здоров'я та соціальна допомога — 27,7 %, мистецтво, розваги та відпочинок — 16,0 %, науковці, спеціалісти, менеджери — 11,9 %, транспорт — 8,7 %.